# 三又又三
三又 又三（みまた またぞう、1967年5月27日 - ）は、日本のお笑いタレント、俳優、YouTuber、不動産会社社員。
株式会社TAP、漫才協会所属。岩手県花巻市出身。1992年から2007年まで、山崎まさやを相方にお笑いコンビ・ジョーダンズのボケとして活動。旧芸名および本名は三又 忠久（みまた ただひさ）。血液型O型。

## 略歴
仙台育英学園高等学校卒業。ジョーダンズ結成前はコロッケに弟子入りし、付き人をしていた。当時コロッケにより命名された芸名はハムエッグ。
1992年に山崎まさやとジョーダンズを結成し正式にデビュー。ドラマ『3年B組金八先生』の武田鉄矢演じる坂本金八の物真似で人気を博する。
2004年頃に髪型を長髪から坊主に変更。同年10月、小山ゆうとの交友の縁もあり、新宿シアターサンモールで武田鉄矢原作の漫画の舞台版『お〜い!竜馬 −青春篇−』を主演、企画、プロデュース。2006年8月に劇団「マッチョドラゴン」を旗揚げした。2007年、ジョーダンズ解散を契機として同年2月より、それまでの芸名を本名の「三又忠久」から三又又三に改めた。以前、六本木でシャンパンバー「Bar MataZo」を経営していた。
2014年より2018年まで、東日本放送で初の冠番組三又ノ番組が放送されていた。同番組で2016年に牛タン大使、ずんだ餅大使、仙台大観音大使、仙台牛大使、山形牛大使、チャチャワールドPR大使を委嘱されているほか、色麻町の1日町長にも就任していた。
| 名称                 | 地域               | 種別     | 放送日         | 典拠        |
| -------------------- | ------------------ | -------- | -------------- | ----------- |
| 牛タン大使           | 宮城県             | 広報大使 | 2016年         | [ 5 ]       |
| ずんだ餅大使         | 宮城県             | 広報大使 | 2016年         | [ 5 ]       |
| 仙台大観音大使       | 宮城県仙台市       | 観光大使 | 2016年         | [ 5 ]       |
| 仙台牛大使           | 宮城県             | 広報大使 | 2016年         |             |
| 山形牛大使           | 山形県             | 広報大使 | 2016年         |             |
| チャチャワールド大使 | 宮城県登米市       | 観光大使 | 2016年10月07日 | [ 6 ] [ 7 ] |
| 一日色麻町長         | 宮城県加美郡色麻町 | 名誉町長 | 2017年04月14日 | [ 8 ]       |
| 富谷市観光大使       | 宮城県富谷市       | 観光大使 | 2017年09月01日 | [ 9 ]       |

2020年6月23日、YouTubeチャンネル「三又又三チャンネル」を開設しYouTuberデビュー。1か月以内に登録者数が10万人に達した場合は旅に出る、または赤ふんどしを穿いてバンジージャンプを飛ぶとヒカルのチャンネルにて宮迫博之立ち合いのもと、宣言した。
2023年からは千葉県船橋市の不動産会社に就職し、芸人と社会人の二足の草鞋で活動している。

## 格闘技への関わり
アマチュアレスリングの経験者で、仙台育英学園高校在校中に60kg級で宮城県大会の2位になる。タレント活動するようになってから、これを活かして、『やりすぎコージー』の「やりすぎ格闘王」、『クイズプレゼンバラエティー Qさま!!』の「芸人格闘王」、『レッスルコロシアム ザ芸能界!最強格闘王者グランプリMAX』『世界衝撃のスゴびっくり!大集合 格闘王スペシャル!!』などテレビ番組の企画でグラップリングを主体とした有名人との試合を行なっている。
立ち技格闘技のシュートボクシングの創始者で会長のシーザー武志とも親交を結んでおり、中継番組の司会や、ゲスト解説者を務めている。シュートボクシングには、アマチュア大会の出場経験もある。
プロレスも好み、新日本プロレスに入団する事も考えていた。2005年2月にさいたまスーパーアリーナで開催されたWWE日本公演にも、観戦に訪れている。
旗揚げした自らの小劇団「マッチョドラゴン」の名前の由来は、藤波辰巳が1985年に発売したシングル『マッチョ・ドラゴン』。
同じ花巻市出身のエル・サムライは小学校の1学年先輩で、少年時代によく遊んでいたとされる。
2017年4月より、プロレスリングZERO1の大会に登場するほか営業活動や道場での練習にも参加し、同年10月より同団体のGMに就任した。
2018年6月、博多スターレーンにて、電流爆破バットデスマッチでプロレスラーとしてもデビュー。その後、ヒールユニット「VOODOO-MURDERS」と結託し悪のGMとしてZERO1正規軍と抗争を展開しかけたが、2020年にZERO1の運営会社が変わり、新たなGMに工藤めぐみが就任。前GMの三又は2020年8月2日の後楽園大会で退任が発表され、VMからも追放となりZERO1から撤退した。

## 家族
父は医師で実家は開業医をしていたが、両親ともすでに死去、兄は歯科医を営んでいたが2016年12月28日に白血病で亡くなったと、自身のTwitterで公表している。曽祖父は宮沢賢治と親友であったとしている。

## 出演

### バラエティ番組

#### TBS系列
- 出て来いお笑い君
- マガ不思議
- おはよう!グッデイ
- 深夜の星
- ワンダフル
- ジャングルTV 〜タモリの法則〜
- どうぶつ奇想天外!
- 大好き!東京ゲスト10
- おウチに帰ろう!
- 特ネタ!ニッポン宝島
- リンカーン
- 王様のお夜食
- ウンナンの気分は上々。
- Pooh!
- 世界バリバリ★バリュー
- クイズ・タレント名鑑
- 笑撃!ワンフレーズ
- 3年B組 金八先生 同窓会SP
- 爆!爆!爆笑問題
- 櫻井有吉アブナイ夜会
- 噂の現場直行ドキュメン ガンミ!!
- 水曜日のダウンタウン
- ビートたけしの絶対見ちゃいけないTVシリーズ
- あらびき団
- オール スター感謝祭
- 北野演芸館〜たけしが本気で選んだ芸人大集結SP〜
- THE MONOMANE
- THEぶっちぎりTV
- EXILE史上最大のサプライズ忘年会2012

#### 日本テレビ系列
- いろもん
- ダウンタウンDX
- 踊る!さんま御殿!!
- ロンブー龍
- ティンティンTOWN!
- 平成あっぱれテレビ
- ぐるぐるナインティナイン
- 笑点 新春特大号
- ヤミツキ
- 進ぬ!電波少年
- 特上!天声慎吾
- 松本人志・中居正広VS日本テレビ
- 24時間テレビ
- ビートたけしの今まで見たことないテレビ
- ビートたけしのお笑いウルトラクイズ
- 今田ハウジング
- スーパーJOCKEY
- レッスル・コロシアム
- ブラマヨの世紀の和解SHOW
- 秘密のケンミンSHOW（2011年3月）
- 世界1のSHOWタイム〜ギャラを決めるのはアナタ〜 (荒川乃土手のメンバーとして出演)
- ダウンタウンのガキの使いやあらへんで!!
- 笑ってはいけないシリーズ（複数回出演）特に報告会では自ら経営するバーの暴露や会話が雑すぎて誰も笑わない（ガキメンバー以外）事が多い。
- クイズ!お笑い知ってる王
- 行列のできる法律相談所 (荒川乃土手のメンバーとして出演)
- 芸人報道
- フットンダ
- ナカイの窓
- 有吉反省会
- くせになるややこしさ ブラックマヨネーズのハテナの缶詰、70、71 （読売テレビ、2013年6月）吉田が尊敬する男。うちの相方は三又です、くず芸人集合。
- 金曜スーパープライム
- サタデーバリューフィーバー
- 月曜から夜ふかし

#### テレビ朝日系列
- GAHAHAキング 爆笑王決定戦
- ウッチャンナンチャンの炎のチャレンジャー これができたら100万円!!
- ナイナイナ
- 神出鬼没!タケシムケン
- 特捜TV!ガブリンチョ
- ビートたけしのD-1グランプリ
- 徹子の部屋
- 史上最強のメガヒット カラオケBEST100 完璧に歌って1000万円
- リングの魂
- 大学王
- 『ぷっ』すま
- 朝までたけし軍団
- 内村プロデュース
- 雨上がり決死隊のトーク番組アメトーーク!
- 草野キッド
- 最終警告!たけしの本当は怖い家庭の医学
- 人気者で行こう!
- タモリ倶楽部
- 笑う妖精
- 雑学王
- ヒメゴト
- 侃侃諤諤
- ビートたけしのTVタックル
- オドロキ見たいテレビ びっくりぃむ
- 三又ノ番組（東日本放送、2014年4月 - ）
- ビートたけしの知らないニュース
- ビートたけしのいかがなもの会

#### フジテレビ系列
- タモリのボキャブラ天国
- 森田一義アワー 笑っていいとも!
- めちゃ2イケてるッ!
- WWE-X
- ブレイクもの!
- ふうふうごはん
- ザ・ジャッジ! 〜得する法律ファイル
- こたえてちょーだい!
- 加ト・けん・たけしの世紀末スペシャル!!
- 志村けんのバカ殿様
- チャンネル北野
- たけしの斎藤寝具店
- クイズ!スパイ2/7
- たけしのコマネチ大学数学科
- たけしの等々力ベース
- なべあちっ!
- クイズ$ミリオネア
- 志村軒（2010年12月）
- 志村だヨ!
- 志村笑!
- なりすまし悪魔
- 日本列島ボウリング頂上決定戦2012
- 人志松本のすべらない話
- 大輔宮川のすべらない話
- オモバカトライアウト
- うつけもん
- ワケアリ追及大人の事情がありまして
- 千原ジュニアのヘベレケ
- 千原ジュニアのニッポン格闘技復興委員会
- 新格闘技「巌流島」を盛り上げるTV
- さんまのお笑い向上委員会

#### テレビ東京系列
- Gパラダイス・クイズ!爆笑難問題
- マリオスクール
- ハマラジャ
- ど・ハッスル
- たけしの誰でもピカソ
- GO!GO!アッキーナ
- おねだりマスカット
- やりすぎコージー
- 田舎に泊まろう!
- 週刊AKB（時々出演）
- アリケン
- アリなし
- バカソウル
- ざっくりハイタッチ
- RED LIST

#### その他
- スカパーの更衣室
- シーザー魂
- 生でGONG!GONG!
- GyaOジョッキー
- カルチャーSHOwQ〜21世紀テレビ検定〜
- ALLJAPAN B-Banquet
- ココリコ遠藤章造の「有限会社青天井」
- 小島×狩野×エスパー3P（TOKYO MX、2010年5月8日）
- 銀玉王
- TokYo, Boy

### テレビドラマ
- GTO  第1話（1998年7月7日、関西テレビ）
- あぶない放課後  第1話（1999年4月12日、テレビ朝日）
- 暴れん坊将軍IX 第36話「悪徳商法をつぶせ! 二人の父を持つ若女房」（1999年、テレビ朝日） - 村上政之介 役
- 史上最悪のデート 第15話  （2000年、日本テレビ） - 試験教官 役
- 青に恋して! 〜サッカー通と4人の美女の物語〜  第1話（2002年、フジテレビ）
- 塩カルビ 第3話（2002年10月17日、テレビ神奈川、京都放送） - 山岸役
- 連続テレビ小説  こころ（2003年） - 酔っ払い役
- 剣客商売スペシャル「女用心棒」（2006年、フジテレビ・松竹） - 定吉 役 ※ 三又忠久名義
- 土曜ワイド劇場「ショカツの女4〜新宿西署 刑事課強行犯係」（2010年4月17日、ABC）
- 龍馬伝  最終話 （2010年11月28日、NHK総合）
- 連続テレビ小説「どんど晴れスペシャル」（2011年5月6日・5月7日、NHK総合）
- 勇者ヨシヒコと悪霊の鍵（2012年11月9日、テレビ東京） - こんぱち 役
- 新春ドラマスペシャル「ラッキーセブン」（2013年1月3日、フジテレビ） - 猫田役
- 確証〜警視庁捜査3課 第7話（2013年5月27日、TBS） - 篠原道夫 役
- 連続テレビ小説『あまちゃん』 第87話（2013年7月10日、NHK総合） - 三又又三 役
- Dr.DMAT 第1話（2014年1月9日、TBS） - 永井武司 役
- 鉄子の育て方（2014年4月7日 - 6月30日、メ〜テレ） - 増毛 役
- 水曜ミステリー9「駐在刑事 奥多摩渓谷・殺意の夜想曲」（2014年4月2日、テレビ東京）
- SMOKING GUN〜決定的証拠〜  第8話（2014年5月28日、フジテレビ）
- 秋のドラマ特別企画「最強のオンナ」（2014年10月5日、MBS）
- 女はそれを許さない 第9話（2014年12月16日、TBS） - 岡田哲平 役
- 土曜ワイド劇場
  - 「犯罪心理学教授・兼坂守の捜査ファイル2」（2015年7月11日、ABC） - 辻本 役
  - 「私は代行屋! 事件推理請負人4」（2015年8月22日、ABC） - 佐々木直人 役
- 放送90年ドラマ 経世済民の男(1)「高橋是清」(前編)（2015年8月22日、NHK）
- 99.9-刑事専門弁護士- SEASON II 第6話（2018年2月25日、TBS） - 平田賢一 役
- 花へんろ 特別編「春子の人形」（2018年8月4日、NHK BSプレミアム） - 夜明け前 役
- 神酒クリニックで乾杯を 第3話（2019年1月26日、BSテレ東）- 岡山兼二郎 役
- 警視庁ゼロ係〜生活安全課なんでも相談室〜 第5シリーズ（2021年） - 伊藤亮介 役

### ラジオ
- 木曜Junk さまぁ〜ずの逆にアレだろ!?（2002年11月7日、TBSラジオ）
- アッパレやってまーす!（2015年1月6日、MBSラジオ）
- 大竹まこと ゴールデンラジオ（2015年7月9日、文化放送）
- ナインティナイン岡村隆史のオールナイトニッポン（2018年10月18日、ニッポン放送）
- 有吉弘行のSUNDAY NIGHT DREAMER（2019年2月24日、JFN系列）※三又忠久 名義

### 映画
- アキレスと亀（2008年9月20日公開） - 又三 役
- ヒトリマケ（2008年10月18日公開） - 大西東 役
- 偉大なる、しゅららぼん（2014年3月8日公開） - 向井教頭 役
- 薔薇色のブー子（2014年5月30日公開）

### Vシネマ
- プレイエンジェルズVol.1 史上最強女探偵登場（2007年）
- 極道(やくざ)な月（2007年）
- プレイエンジェルズ 華麗なる天使（2008年）
- 白竜7 白竜暗殺計画（2009年）
- ニッポン非合法地帯（2009年）
- レクイエム～外道の中の外道～（2017年）
- レクイエム～外道の中の外道～2（2017年）
- 日本統一外伝 川谷雄一（2021年） - マル暴刑事 キンパチさん 役

### CM
- 東洋水産 マルちゃん赤いきつねと緑のたぬき - コンビ時代に武田鉄矢と共演。
- 中部ハウス工業
- カルビー ひとくち劇場 ポテトチップス 「そのパリッ好きだぜ編」「がんばれミマタ編」-「そのパリッ好きだぜ編」は視聴者からの悪評が殺到し、3日で放送中止となった[15]。

### PV
- 芸スクール漢組!!/オーバー・ザ・ゲインボー（仙台貨物）
- 1.2.サンライズ！（ぷちぱすぽ☆）

### ウェブ配信
- 三又又三のウェルカム東京（YouTube）
- ビートたけしが考える妄想メンズヘルス治療「男性更年期編」「男性皮膚編」（メンズヘルスクリニック東京）[16]
- 三又又三とアル北郷のエイドリア〜ン!!（インターネットラジオ）[17]

## ものまねレパートリー
以下に代表的なものを挙げる。
- 武田鉄矢
- アントニオ猪木
- 長州力
- 北野幹子（ビートたけしの元妻）

もっとも多用する持ちネタの武田鉄矢のものまね芸は、もともとは三又の実姉が非常に得意としており、直々に伝授されたもの。そのため数ある持ちネタの中でも質を落とさないよう気を配り、大切に使っているという。武田鉄矢の有名な台詞である「このバカチンが！」は三又が真似したことが契機で広まったが、あえて実際の言い方とは変えている。また、金八の衣装や鞄は武田鉄矢の妻、節子から贈られた本物である。そのきっかけは、三又が大川明子により武田の舞台へ招待され夫妻と鉢合わした際に挨拶した所、武田から「ああお前か」と言われたが、節子の「若かりし頃のアンタにそっくり」という絶賛で、急に親近感を持たれたことから。